# استارویه آزمیوو
استارویه آزمیوو (به لاتین: Staroye Azmeyevo) یک منطقهٔ مسکونی در روسیه است که در باشقیرستان واقع شده‌است.